# Yidghah
Yidghah (Yidgha, Yüdgha; Yidghal u  'Joshua Projectu' ), istočnoiranski narod nastanjen u dolini gornjeg toka rijeke Lutkuh u Chitralu, Pakistan. Yidghahi govore jezikom yidgha, nazivan i yudgha, yudga, yidga ili lutkuhwar, srodan je s jezikom munji a govori ga 6,145 ljudi (2000 WCD). Po vjeri su muslimani. 